# Elisabeth Bungeneers
Elisabeth Bungeneers (12 april 1983), is een Vlaams model, journaliste en actrice. 
Televisieseries
- Crème de la Crème (2013) als Romi Knaepen
- Familie (2014) als Elise Casters

Voor de rest houdt ze zich veel bezig met modellenwerk en ze is een journaliste. 
Vanaf 2013 doet ze ook aan acteerwerk.